# Jacobus Cornelis van der Lelij
Jacobus Cornelis van der Lelij, ook van der Lely (Maassluis, 8 maart 1820 – aldaar, 23 maart 1871) was een Nederlandse burgemeester.

## Leven en werk
Van der Lelij werd in 1820 geboren als zoon van de reder en koopman Jacob Martinus van der Lelij en Trijntje van Mannekus. Hij begon zijn loopbaan als notaris in zijn geboorteplaats Maassluis. In 1857 werd hij benoemd tot burgemeester van Maassluis. Hij vervulde de functie van burgemeester gedurende een periode van zeven jaar tot 19 december 1863. Van der Lely was ook touwfabrikant en reder te Maassluis. Hij was de oprichter van de gasfabriek van Maassluis en gecommitteerde van de visserij.
Hij trouwde op 17 juni 1847 te Maassluis met zijn achternicht Johanna Cornelia van der Lelij. Zij bewoonden het Hooge Huys aan de Noordvliet in Maassluis. In 1854 verkreeg hij door vererving een groot aantal tuinpercelen grenzend aan zijn woning. Hij liet hier een park aanleggen. Hij overleed op 51-jarige leeftijd in zijn woonplaats Maassluis. Na zijn overlijden werd dit park tegen betaling toegankelijk voor leden van de daartoe gevormde vereniging. In 1900 moest het park het veld ruimen voor de bouw van een fabriek. Uit het bezit schonk zijn weduwe enkele panden aan de Nederlandse Protestantenbond voor de bouw van een kerkgebouw aan de Lange Boonestraat in Maassluis.